# Weixiserpula
Weixiserpula är ett släkte av ringmaskar. Weixiserpula ingår i familjen Serpulidae.
Kladogram enligt Catalogue of Life:
| Weixiserpula | \| \| Weixiserpula cassiana \| \| \| \| \| \| Weixiserpula weixi \| \| \| \| |
|              | \| \| Weixiserpula cassiana \| \| \| \| \| \| Weixiserpula weixi \| \| \| \| |
|              | Weixiserpula cassiana                                                        |
|              |                                                                              |
|              | Weixiserpula weixi                                                           |
|              |                                                                              |